# Korolev (Marskrater)
Korolev är en isfylld nedslagskrater på planeten Mars, på 73° norra latituden och 165° östra longituden. Den är 81,4 kilometer i diameter och innehåller ungefär 2 200 kubikkilometer av vattenis, ungefär lika mycket som det finns i Stora Björnsjön i norra Kanada. Kratern är uppkallad efter Sergej Koroljov (1907–1966), chefsingenjören i Sovjets raketprogram under rymdkapplöpningen på 1950- och 1960-talet.

## Allmänt
Mars Korolevkrater ligger på Planum Boreum, den norra polarslätten som omger den norra polarisen, nära Olympia Undae. Kraterkanten reser sig cirka 2 kilometer över den omgivande slätten. Kraterns botten är c:a 2 kilometer nedanför kanten och är täckt av ett c:a 1,8 kilometer permanent islager upp till 60 kilometer i diameter.

## Isformation
Isen är permanent tack vare att kratern bildar en naturlig köldfälla. Den tunna Marsluften ovanför kratern är kallare än luften utanför kratern, och eftersom den kalla luften är tyngre sjunker den och bildar ett skyddande lager vilket hindrar den att smälta eller avdunsta.

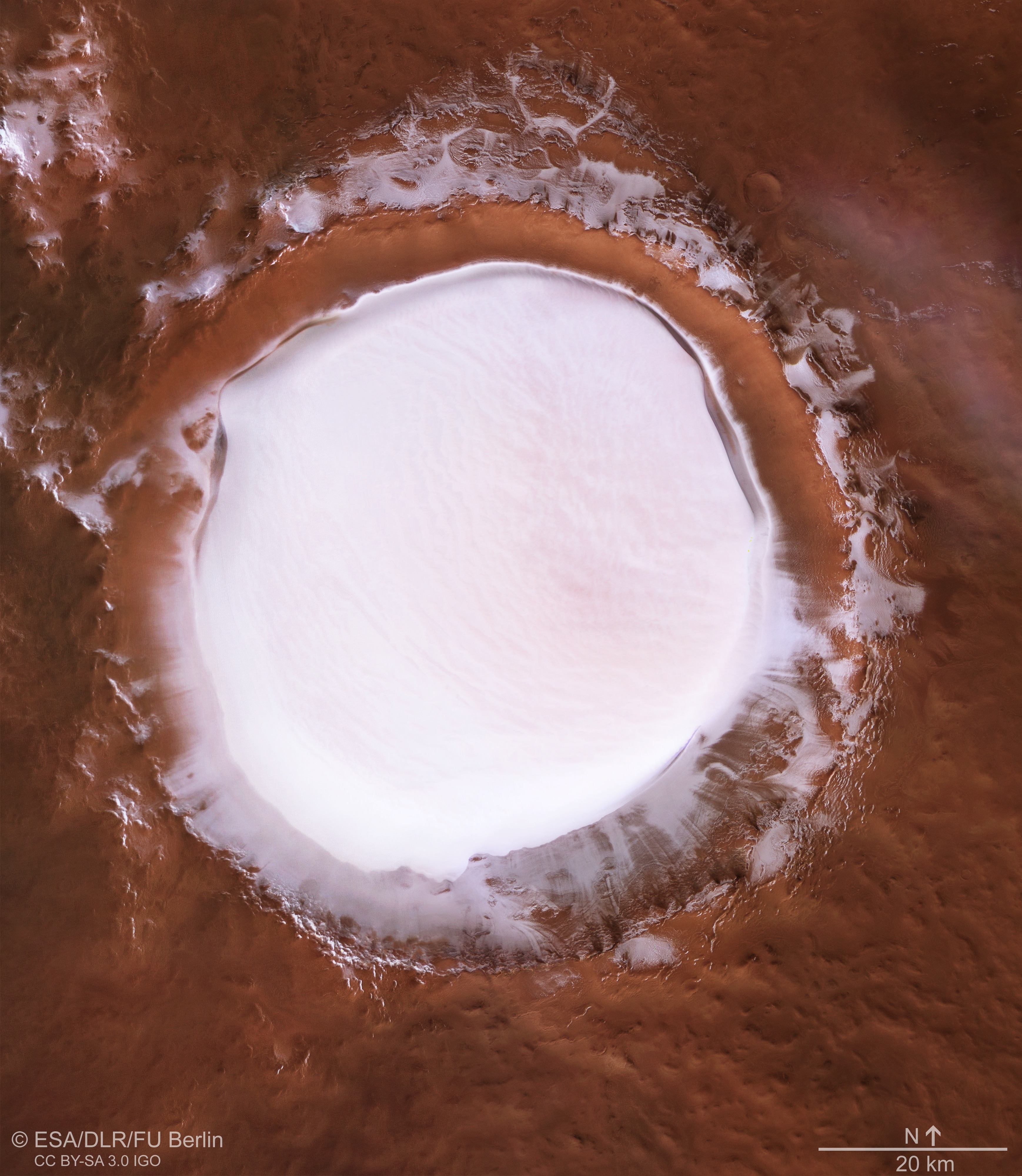
Plan vy av Korolevkratern från ESA:s Mars Express
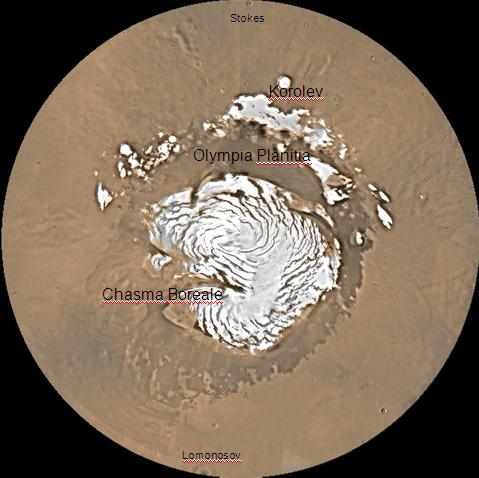
Karta av Mare Boreum med stora kratrar och formationer utmärkta